# Vanellus melanopterus
Vanellus melanopterus là một loài chim trong họ Charadriidae.